# Friedrich Stolz
Karl Ludwig Friedrich Stolz (né le 6 avril 1860 à Heilbronn et mort le 2 avril 1936 à Francfort-Höchst) est un chimiste allemand qui a travaillé pendant 40 ans chez Hoechst et y a dirigé le laboratoire central. Il est l'inventeur de l'aminophénazone , un analgésique (nom commercial Pyramidon, 1897). Grâce à la synthèse chimique de l'adrénaline (sous forme racémique ), Friedrich Stolz réussit pour la première fois à produire artificiellement une hormone en 1904.

## Vie
Karl Friedrich Stolz est le fils du chimiste de Heilbronn Friedrich Conrad Stolz (1825-1886), qui dirigeait encore l' usine de plomb blanc de Heilbronn Bläß au moment de la naissance de Friedrich. Le père est issu d'une vieille famille de pharmaciens et il achète en 1862 la pharmacie d'Ebersbach an der Fils, où la famille s'installe en 1863. Friedrich fréquente l'école primaire d'Ebersbach puis le Progymnasium de Schwäbisch Hall. Il commence ensuite une formation pharmaceutique en 1875 auprès de son oncle, le pharmacien Karl Stolz, à Kupferzell. Après avoir réussi l'examen d'assistant en 1878, il travaille comme assistant pharmacien à Weinsberg et à la pharmacie Sicherer à Heilbronn. Après son service militaire en tant que volontaire d'un an, il étudie la pharmacie à Munich à partir de 1883 et obtient un deuxième diplôme de chimie en 1884 avec Adolf von Baeyer, dont il devient l'assistant et reste pour le moment malgré les projets d'émigration temporaire de ses parents et différentes aspirations professionnelles.
En 1890, Friedrich Stolz accepte une offre d'emploi comme assistant de laboratoire dans le laboratoire de l'usine de couleurs Hoechst à Francfort-sur-le-Main. Il y travaille au développement d'un analgésique anti-fièvre qui n'avait pas les effets secondaires de l'antipyrine récemment découverte par Ludwig Knorr. En 1893, Stolz avait développé l'aminophénazone appelée Pyramidon, qui fut brevetée après une longue phase de test en 1897 et largement utilisée dans le monde entier.
Il devient chef des laboratoires scientifiques de Hoechst puis se consacre au développement d'hormones artificielles. Encouragé par l'extraction réussie de l'adrénaline à partir de reins d'animaux par Jōkichi Takamine et Thomas Aldrich pour la première fois en 1901, Stolz réussit à synthétiser l'hormone pour la première fois en 1904, qu'il présente lors de la réunion des naturalistes à Stuttgart en 1906 et démontre en 1910 en prouvant l'identité des hormones naturelles et synthétiques. L'adrénaline synthétique de Stolz est connue sous le nom de suprarénine (Suprarenin).
Ses recherches ultérieures se sont concentrées sur la chimie du salvarsan, de la novocaïne, du nirvanol et de l'éphédrine ; il a été impliqué de manière significative dans une cinquantaine de brevets pour Hoechst-Werke. Pour l'ensemble de son œuvre, il reçut en 1930 un doctorat honorifique de l'Université de Marbourg, à l'occasion de son 40e anniversaire à Hoechst.
À partir de 1900, il est marié à la fille de l'avocat Hélène Kerler (1877-1961). Le mariage engendre deux filles. Stolz est décrit comme un travailleur méticuleux, mais aussi comme un Souabe taciturne et sarcastique dont la seule passion en dehors de son métier était le cyclisme.
En 1957, un pétrolier Farbwerke Hoechst porte son nom  et une plaque d'honneur a été installée pour lui au lycée Robert Mayer à Heilbronn. Sa tombe se trouve au cimetière de Francfort-Höchst (Gewann 3 V 32).